# Kurhaus de Baden-Baden
El  Kurhaus de Baden-Baden es un complejo de spa, casino y centro de conferencias en Baden-Baden, Alemania, al borde de la Selva Negra (Schwarzwald). La estructura principal fue diseñada en 1824 por Friedrich Weinbrenner, quien es responsable de las columnas corintias y el diseño de la gran entrada y los interiores neoclásicos. Aunque alberga un casino desde la inauguración del Kurhaus, empezó a alcanzar la fama internacional a mediados de la década de 1830, cuando el juego fue prohibido en Francia.

## Galería de imágenes

Kurhaus de Baden-Baden
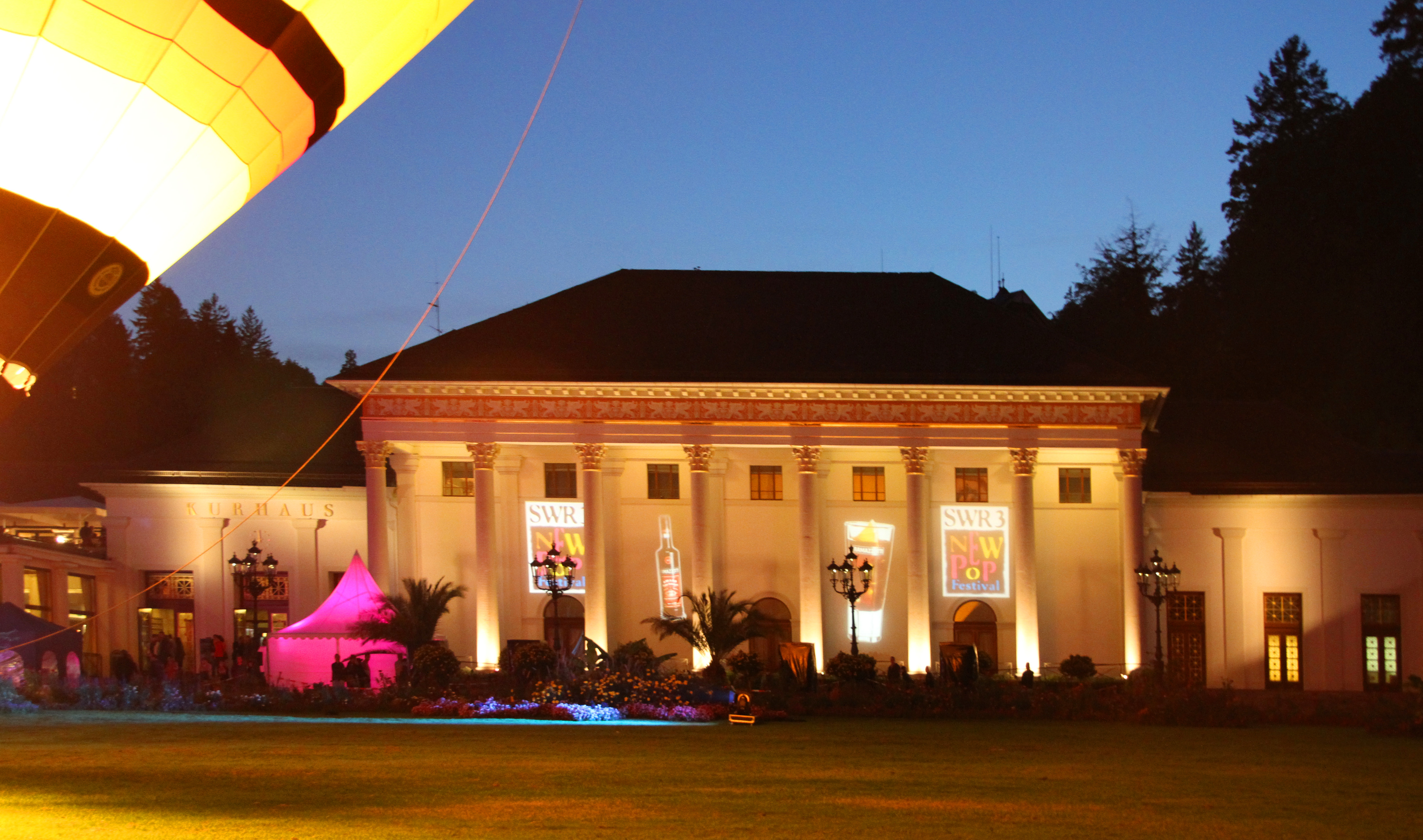
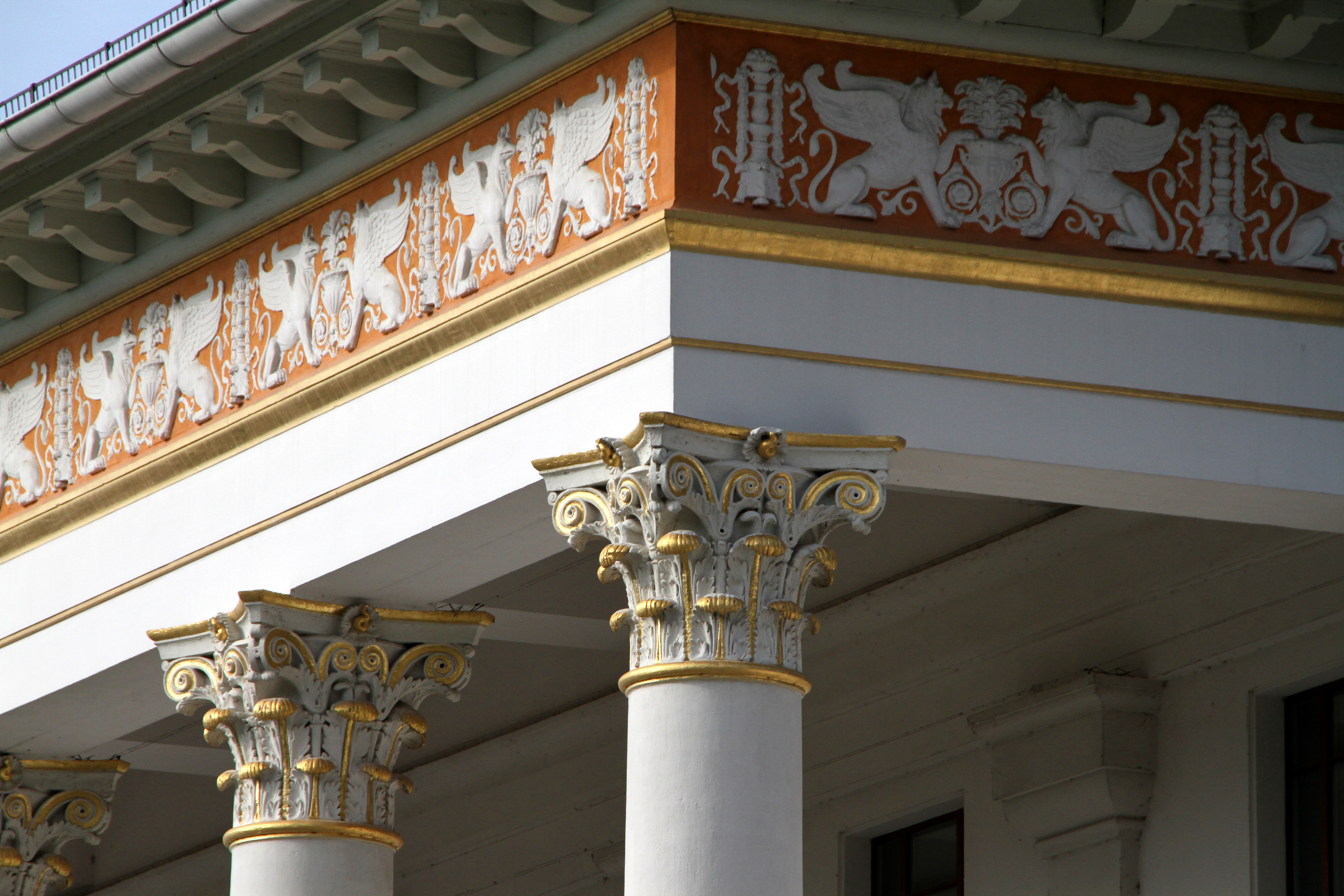
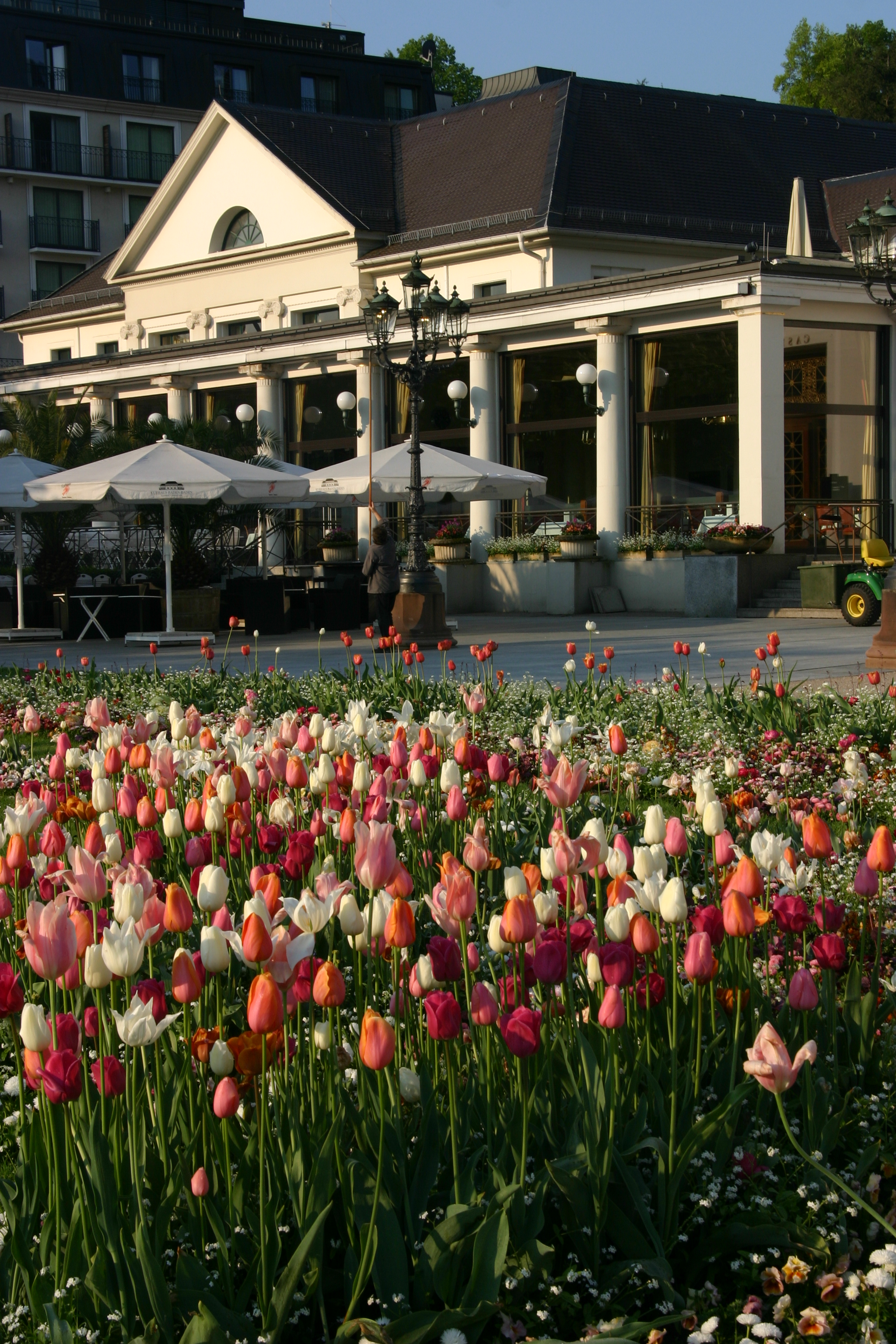
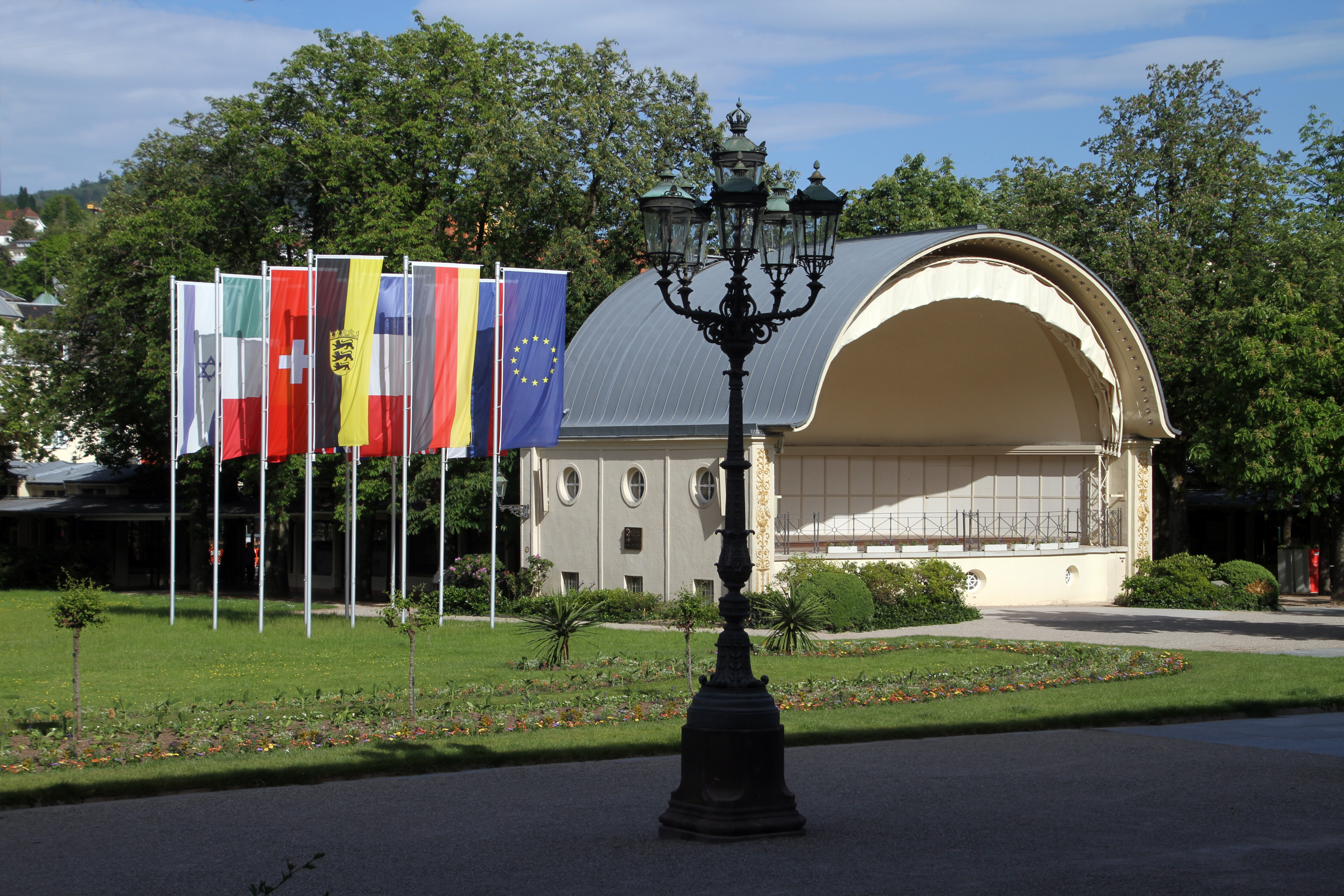
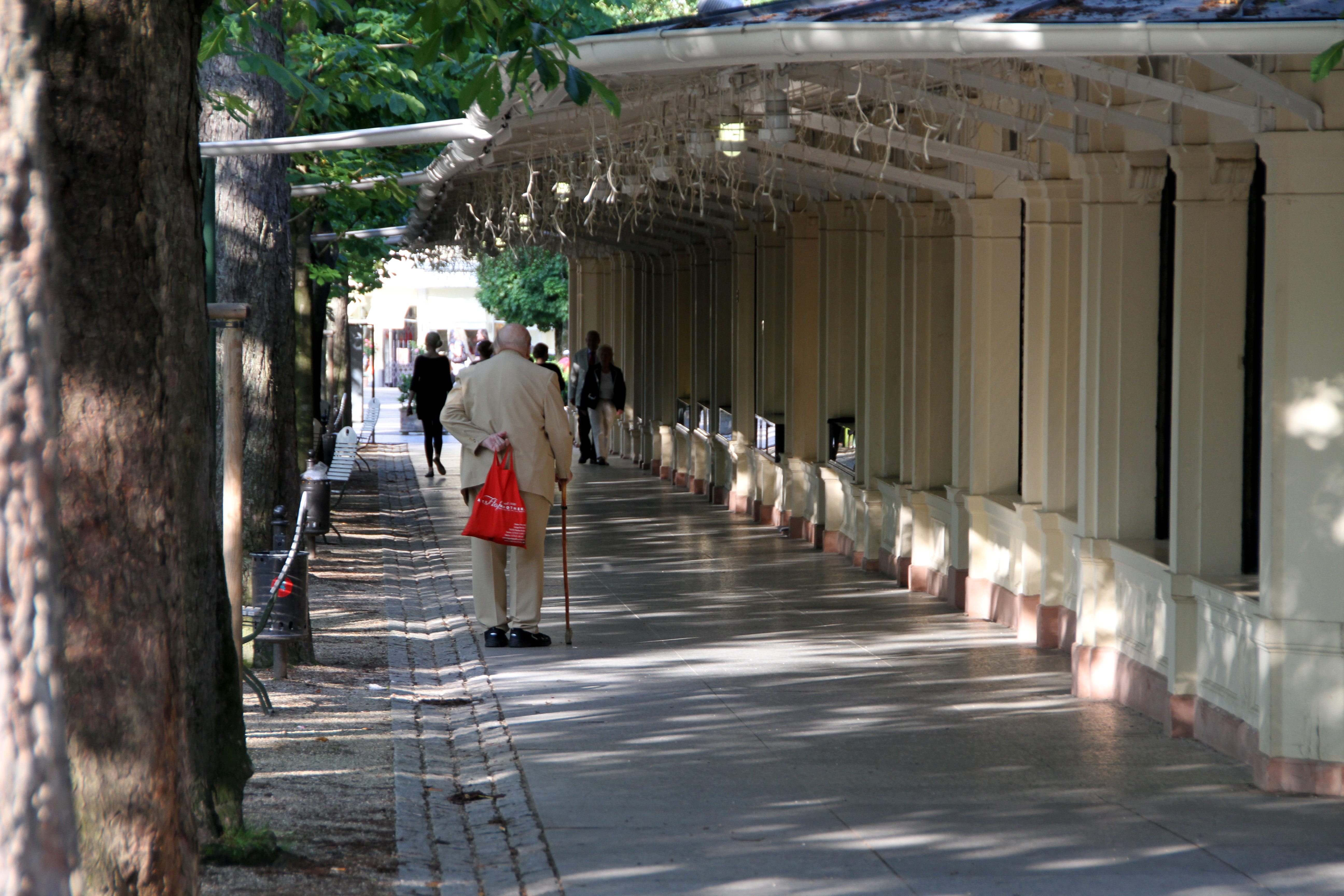
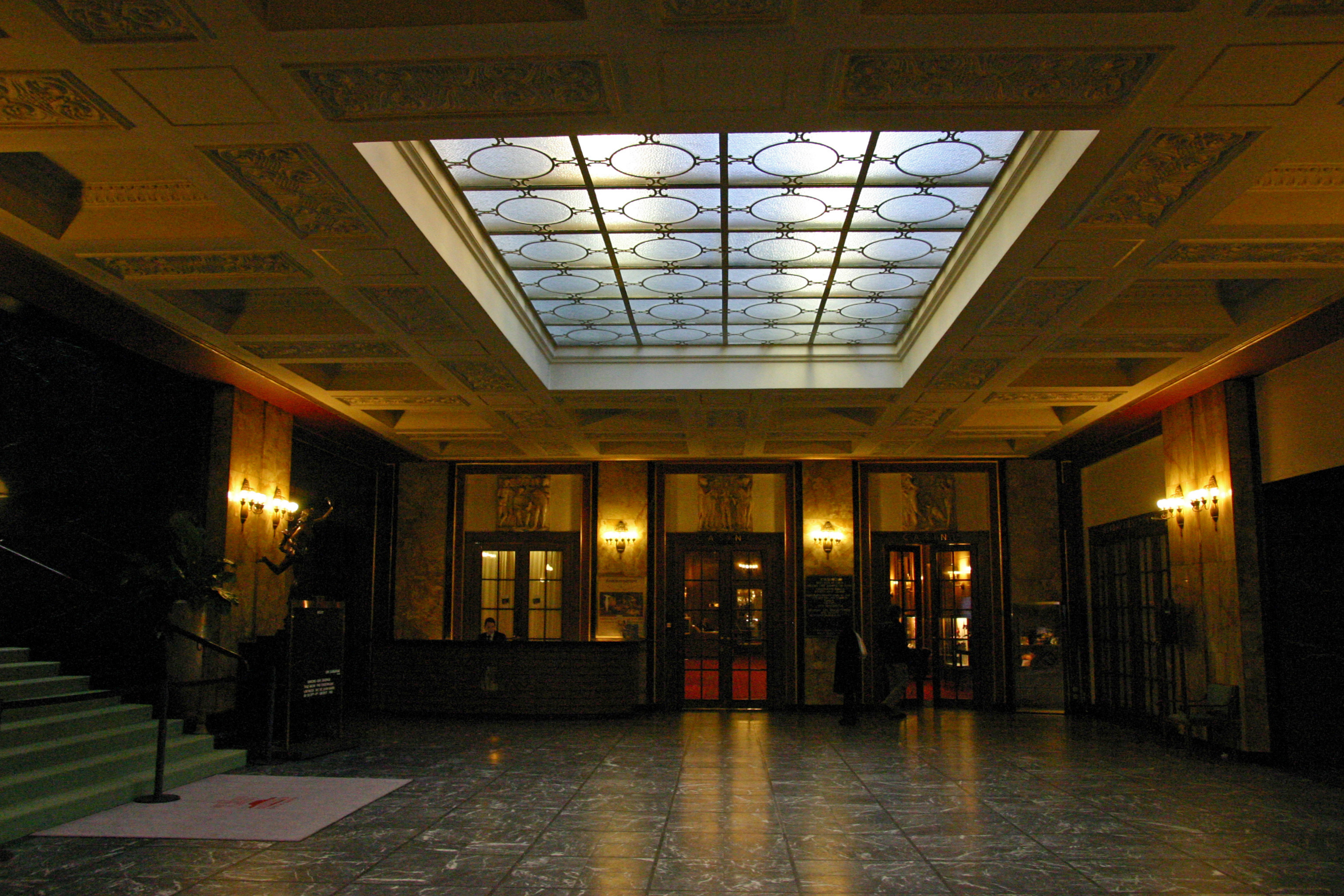
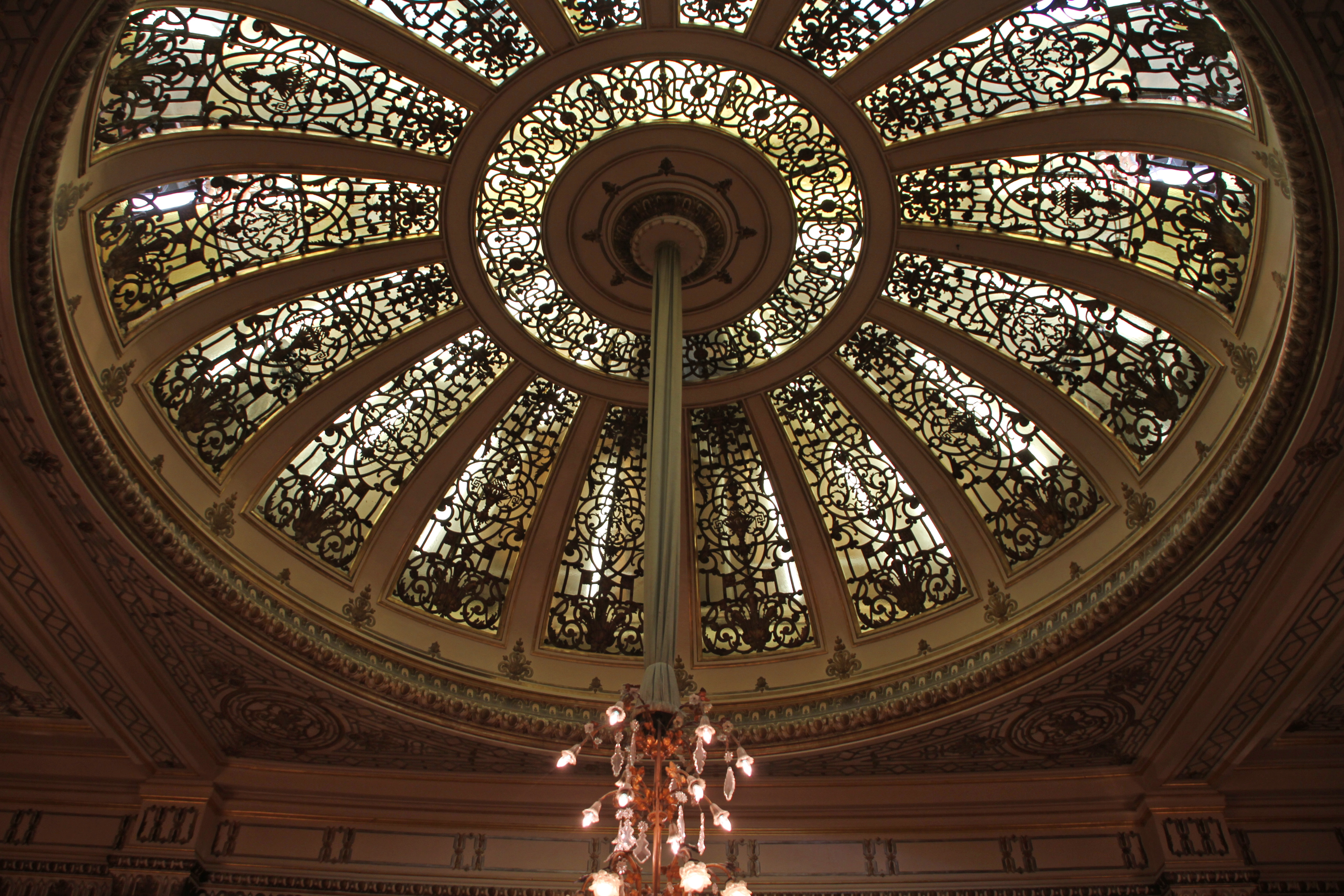
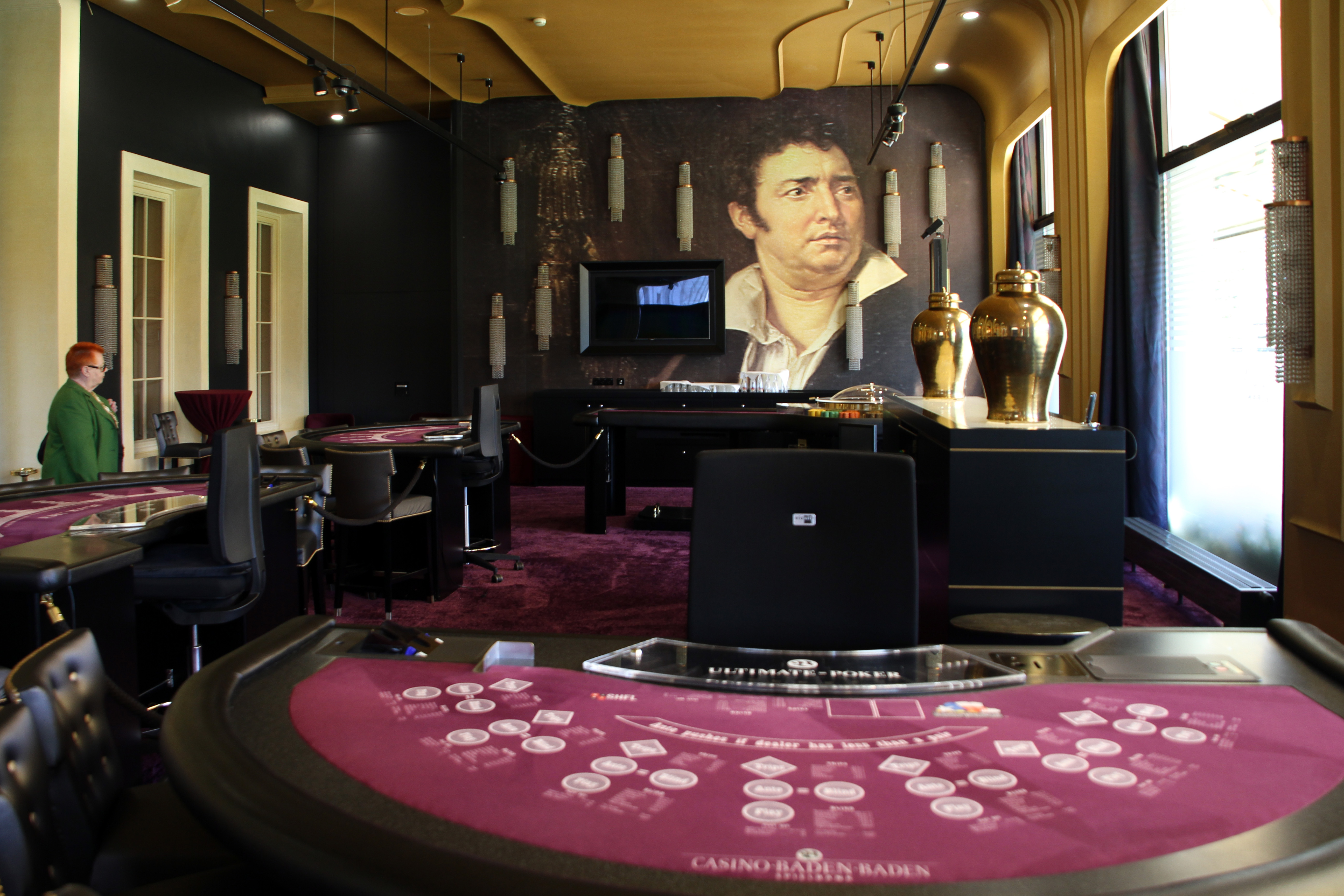